# Vanadis (Schiff, 1908)
Die Vanadis war eine dampfturbinengetriebene Yacht, die im Jahr 1908 bei A. & J. Inglis in Glasgow gebaut wurde und bis 1938 unter verschiedenen Namen existierte. „Vanadis“ ist ein Beiname der Göttin Freya aus der nordischen Mythologie, die dem Göttergeschlecht der Vanen entstammte.

## Beschreibung
Die Vanadis wurde von Cornelius Kingsley Garrison (C. K. G.) Billings (1861–1937) aus New York in Auftrag gegeben. Der als exzentrisch geltende vermögende Industrielle war Eigentümer eines großen Anwesens mit der Villa „Tryon Hall“ auf den Hudson Heights. Er besaß einen eigenen Rennstall mit der damals schnellsten Traberstute der Welt namens „Lou Dillon“ und war Liebhaber schneller Segelschiffe, mit denen er regelmäßig an Regatten teilnahm.
Die Pläne für seine neue Luxusyacht Vanadis wurden von dem US-amerikanischen Schiffbauingenieur Clinton Hoadley Crane (1873–1958) entworfen, einem der drei Inhaber der Firma „Tams, Lemoine & Crane“ in New York. Gebaut wurde das Schiff in der renommierten Pointhouse-Werft der Brüder A. & J. Inglis auf dem Clyde im schottischen Glasgow. Neben der königlichen Yacht Alexandra für den englischen König Edward VII. war die Vanadis die zweite große Turbinenyacht, die dieses Schiffbauunternehmen baute.
Die aus Stahl gebaute rund 85 Meter lange Yacht hatte drei Schrauben und besaß eine zusätzliche Schonertakelung. Für die damalige Zeit ungewöhnlich, wurde sie von Dampfturbinen angetrieben. Bei voller Geschwindigkeit war sie 16,5 Knoten schnell. Um an ihrer Jungfernfahrt von Glasgow nach New York teilnehmen zu können, war ihr Konstrukteur Clinton Crane eigens nach Glasgow angereist. Er überwachte und perfektionierte nach ihrem Stapellauf am 23. Januar 1908 in zahlreichen Probeläufen auf dem Clyde ihren Antrieb, um die Leistung der Turbinen weiter zu erhöhen. Im Juni 1908 wurde das Schiff nach New York überführt und dem Eigentümer übergeben.
Die Vanadis erhielt einen für die damalige Zeit äußerst luxuriösen Innenausbau mit edlen Hölzern, Teppichen und teuren Stoffen. Als erstes Schiff, das zum noblen Yachtclub von New York gehörte, hatte sie einen elektrischen Aufzug, der die Decks miteinander verband. Billings und seine Frau wohnten auf dem Schiff. Ihr privater Bereich umfasste unter anderem zwei große mit Bädern ausgestattete Schlafräume und acht Unterkünfte für ihre Gäste, mit denen sie auf der Yacht ausgedehnte Vergnügungsreisen unternahmen. Eine Geschäftsreise führte Billings 1913 auf Wunsch des amerikanischen Botschafters in der Türkei, Henry Morgenthau, nach Konstantinopel, wo Billings mit seiner Luxusyacht seine Finanzkraft als US-Investor eindrucksvoll zur Schau stellte.

## Schiffsmodelle

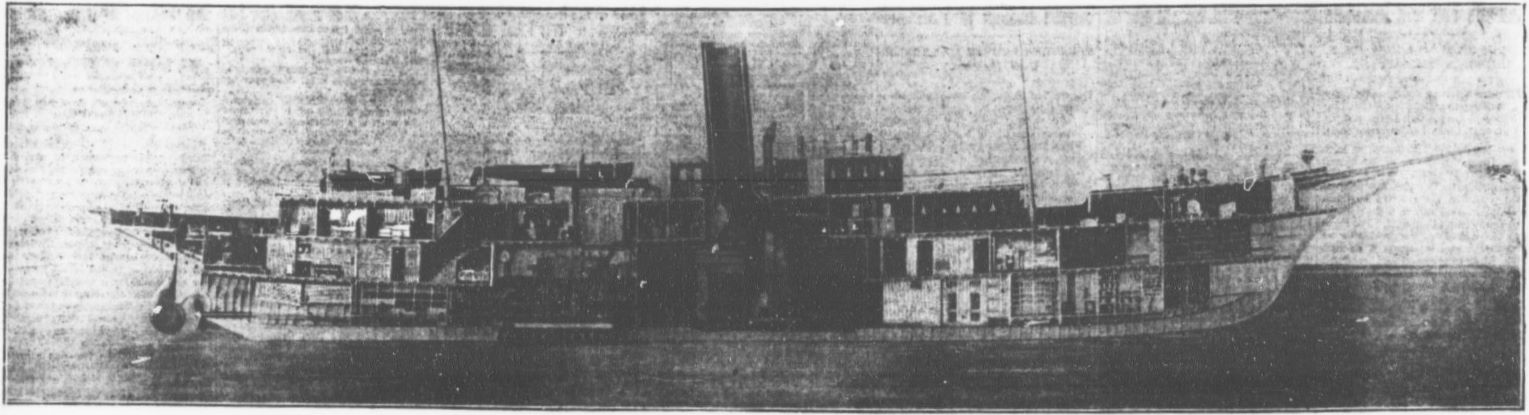
Modell der Vanadis (1910) von H. E. Boucher, Längsschnitt durch das Schiff

Wie es bei wohlhabenden Schiffseignern üblich war, ließ sich auch C. K. G. Billings teure Modelle seiner Yacht anfertigen. Am 1. Mai 1910 erschien in der New Yorker Tageszeitung The Sun ein ausführlicher bebilderter Bericht über die beiden perfekt nachgebildeten Vanadis-Modelle, die der New Yorker Schiffbauer H. E. Boucher im Auftrag von C. K. G. Billings in mehrmonatiger Arbeit zum Preis von mehreren Tausend Dollar gebaut hatte. Eines davon war 6 Fuß (1,83 m) lang und ermöglichte in Form eines Längsschnittes einen Einblick in die innere Gestaltung des Schiffes. Das Modell zeigte sämtliche Decks mit ihren Technik- und Laderäumen sowie die Wohnbereiche mit den kleinsten Details in maßstabsgetreuer Darstellung. Einzelheiten bis hin zu den Kissen auf den Betten, den Spiegeln auf den Kommoden, Möbelstoffen, Holzarten der Möbel und die Größe der eingebauten Maschinen entsprachen exakt der Ausstattung der großen Yacht. Auf der anderen Seite war die „Hafenansicht“ des Schiffes zu sehen, die ein Künstler mitgestaltet hatte.

## Schiffsunfall 1915

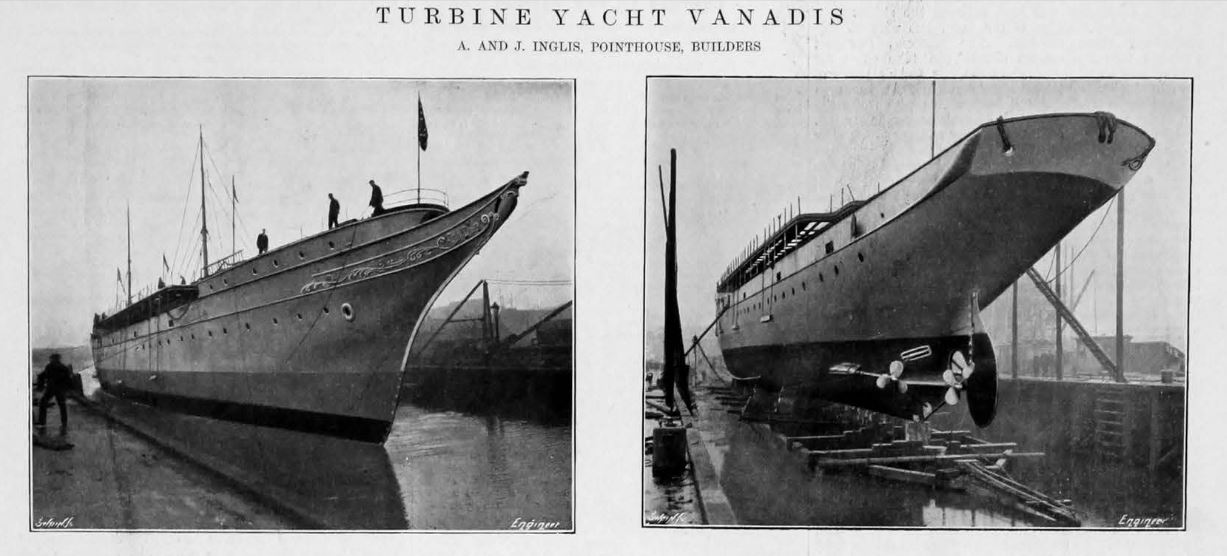
Der Rumpf der 1908 bei A. & J. Inglis in Glasgow gebauten Vanadis

Im Juni 1915 war die Vanadis an einem spektakulären Schiffsunfall auf dem Long Island Sound beteiligt. Bei dichtem Nebel rammte die Luxusyacht am Abend des 14. Juni 1915 das mit 250 Personen besetzte Liniendampfschiff Bunker Hill seitlich. Der Bugspriet der Vanadis bohrte sich dabei in die Mitte des anderen Schiffes, wo gerade die Gäste zum Abendessen im Speisesaal versammelt waren.
Bei dem Unglück starben zwei Männer, zwei weitere Passagiere wurden verletzt. Ein Mann, der durch die Wucht des Aufpralls von Bord der Bunker Hill geschleudert worden war, konnte noch an Bord der Vanadis geholt werden, erlag aber dort seinen schweren Verletzungen. Die Bunker Hill erreichte mit einem großen Loch in ihrer Seite später in der Nacht sicher ihre Pier. Billings und seine Frau, die an Bord der Vanadis auf der Heimreise gewesen waren, blieben unverletzt; der Bugspriet der Yacht war jedoch schwer beschädigt. Über das Unglück wurde landesweit in den Zeitungen berichtet.

## Weitere Eigentümer und Namen
Nach dem Schiffsunglück hatte C. K. G. Billings keine Freude mehr an seinem Schiff und verkaufte es 1916 an den Investor Morton Freeman Plant (1852–1918), der es wiederum nach kurzer Zeit in russische Hände veräußerte, obwohl die nationale Schifffahrtsbehörde diesen Verkauf gerne verhindert hätte. Ab dem 5. Juni 1917 wurde es von der russischen Marine unter dem Namen Poryv verwendet. Im September 1917 erschien in einer Zeitung ein Artikel mit Augenzeugenberichten russischer Seeleute über ein Feuer und anschließendes Sinken der Poryv, was sich jedoch als Falschmeldung erwies. Später berichtete eine andere Zeitung, die Poryv liege in England, da sie von den Russen an die Royal Navy weiterverkauft worden sei.
Nach dem Ersten Weltkrieg wurde das Schiff von Baron Hjalmar Constantin (de) Linder (1862–1921) erworben, damals einer der reichsten Männer Finnlands, der es in Finlandia umbenannte.
Nächste Eigentümerin wurde 1922 die vermögende französische Spitzenseglerin Virginie Hériot, die sechs Jahre später bei den Olympischen Sommerspielen in Amsterdam die Goldmedaille im Segeln gewann. In einer Biografie Hériots wird das Schiff, das von der passionierten Sportlerin selbst navigiert wurde und nach wie vor Finlandia hieß, als „schwimmender Palast“ und als „un des plus beaux navires de l'époque“ (deutsch: „eines der schönsten Schiffe der Epoche“) bezeichnet.
Im Jahr 1925 wurde das Schiff von dem englischen Lieutenant Commander Montague Grahame-White für sein Chartergeschäft gekauft und in Ianara umbenannt.
Nach einem letzten Verkauf im Jahr 1935 und der Nutzung als Handelsschiff wurde das Schiff Berichten zufolge im Jahr 1938 abgewrackt.

## Trivia

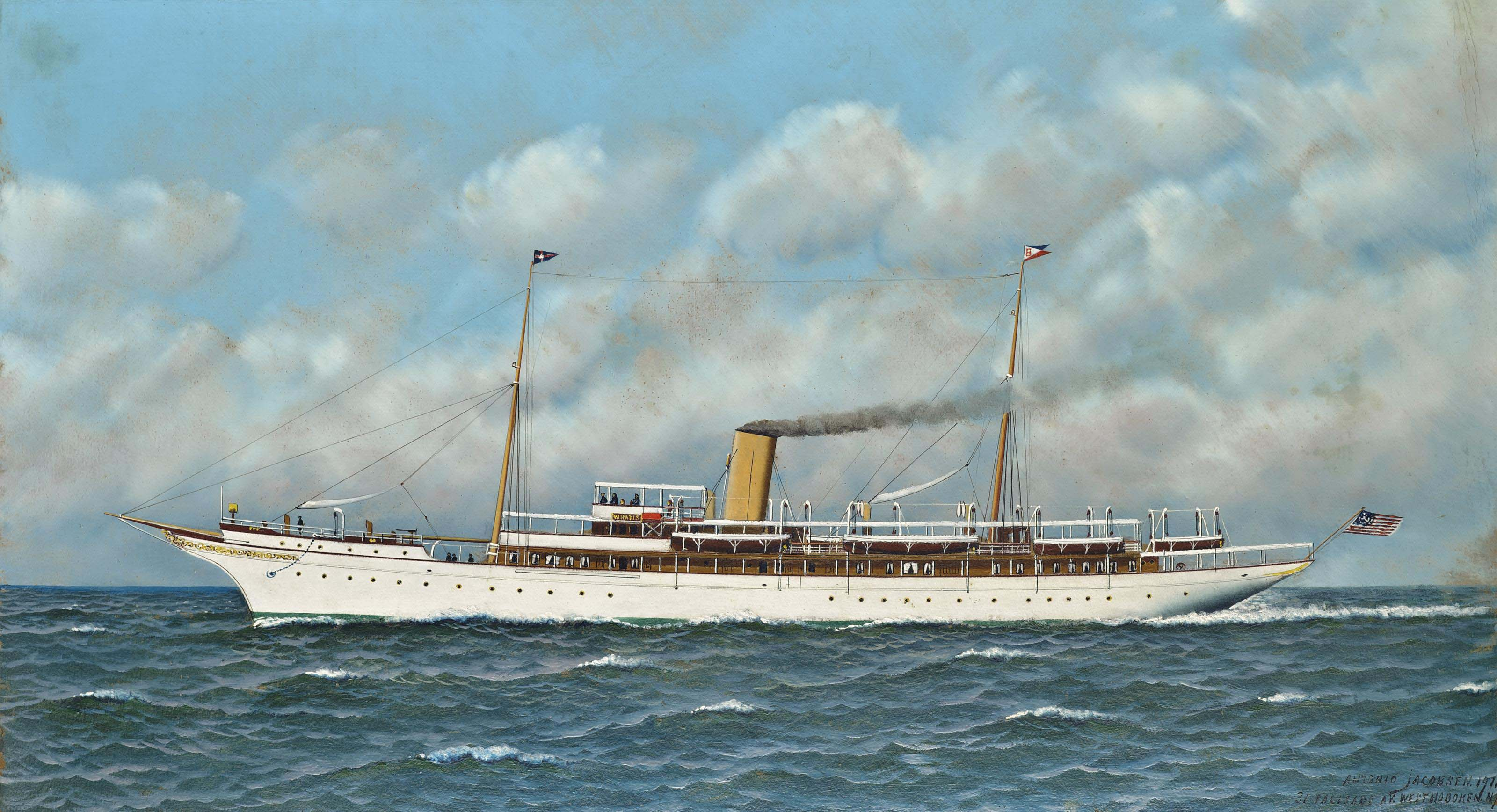
Antonio Jacobsen: Die Dampfyacht Vanadis des New York Yacht Club in See

Die Vanadis war Gegenstand eines 1911 entstandenen Ölgemäldes des aus Dänemark stammenden Malers Antonio Jacobsen. Das Bild mit dem Titel „The New York Yacht Club’s steam yacht Vanadis at sea“ erzielte bei einer Auktion im Hause Christie’s im November 2013 einen Preis von über 10.000 US-Dollar.
Im August 1924 legte sich C. K. G. Billings eine zweite Vanadis zu, die noch größer, schneller und luxuriöser war als ihre Vorgängerin.